# Асланян, Людмила Дмитриевна
Людмила Дмитриевна Асланян (урожд. Куликова; род. 2 июля 1954, Петрозаводск) — советская, российская, армянская и украинская шахматистка, мастер спорта СССР по шахматам (1978), международный мастер среди женщин (1990). Пятикратная чемпионка Армянской ССР и Армении по шахматам среди женщин (1984, 1986, 1987, 1991, 1992).

## Биография
Родилась 2 июля 1954 года в Петрозаводске.
Шахматами начала заниматься в возрасте двенадцати лет в шахматном кружке при доме пионеров Дзержинского района. Руководил кружком и был его единственным тренером  С. В. Кульвановский. Окончила Днепропетровский государственный университет по специальности прикладная математика, позднее работала инструктором-методистом в шахматном клубе ДГУ.
За годы учёбы в университете стала двукратной победительницей финальных соревнований спортклубов вузов Украинской ССР на призы газеты «Радянська освіта» в составе команды ДГУ (1975, 1976). В 1974 году в Кубке СССР по шахматам среди женщин в Одессе в третьем этапе только по жребию уступила в матче с будущей чемпионкой мира по шахматам Майей Чибурданидзе. В 1975 году заняла третье место в чемпионате Украинской ССР по шахматам среди женщин в Одессе. В 1980 году в Кишинёве победила в чемпионате Вооружённых Сил СССР по шахматам среди женщин. В 1981 году в Орджоникидзе стала серебряным призёром чемпионата РСФСР по шахматам среди женщин. В 1982 году в Львове стала чемпионкой ЦСО «Динамо».
В 1981 году вышла замуж и переехала на постоянное жительство в Ереван, а в 1990 году сменила фамилию на фамилию мужа — Асланян. Стала пятикратной чемпионкой Армянской ССР и Армении по шахматам среди женщин (1984, 1986, 1987, 1991, 1992), а также вторым призёром этих турниров (1988, 1990 — делёж 2—3-го места, 1994). Четыре раза участвовала в финалах чемпионата СССР по шахматам среди женщин в Таллине (1982), Киеве (1984), Алма-Ате (1988), во Львове (1991), в которых лучший результат показала в 1988 году, когда поделила 7—10-е место. Также трижды участвовала в зональных турнирах на первенство мира по шахматам среди женщин: в Алма-Ате (1988), Ленинграде (1991) и Анкаре (1993). В 1990 году заняла третье место в женском международном турнире в Болгарии и стала международным мастером среди женщин ФИДЕ. В 1983 году представляла команду Армянской ССР в первенстве СССР между командами союзных республик по шахматам. В 1984 году представляла команду «Динамо» в розыгрыше командного Кубка СССР по шахматам. В 1991 году представляла команду Армянской ССР на командном первенстве СССР по шахматам среди женских команд. После распада СССР выступала за Россию и Армению.
Представляла сборную Армении на крупнейших командных шахматных турнирах:
- в шахматных олимпиадах участвовала три раза (1992—1996);
- в командном чемпионате Европы по шахматам участвовала в 1992 году.

Проживала в Кривом Роге до поступления в ДГУ в 1971 году. Вернулась в город в 1997 году и с тех пор проживает в Кривом Роге. Годом позже стала выступать за Украину. В 2003 году стала третьим призёром чемпионата Украины по шахматам среди женщин, многократная чемпионка и призёр чемпионатов Днепропетровской области. Имеет полный комплект наград чемпионата Кривого Рога по шахматам среди мужчин: чемпионка (2002), второй (2000) и третий (1999) призёр. С 1999 по 2004 годы работала тренером в детско-юношеской спортивной школе Кривого Рога. С 2002 по 2011 год — вела шахматный отдел в криворожской газете «Червоний гірник».
В последние годы успешно составляет конкуренцию более молодым шахматисткам. В чемпионате Украины по шахматам среди женщин 2009 года разделила 7—9-е места. В августе 2012 года в мемориале Л. Руденко в Лубнах заняла четвёртое место при 11 участницах.
| Графики недоступны из-за технических проблем. См. информацию на Фабрикаторе и на mediawiki.org. |